# Gösta Björklund
Carl August Gösta Björklund, född 4 juni 1907 i Björklinge församling, Uppsala län, död 30 december 1983 i Uppsala, var en svensk tävlingscyklist.
Björklund, som representerade SK Fyrishof, vann 1932 svenskt mästerskap på 100 km och 1930 överraskande Sexdagarsloppet. Han satte 1933 svenskt rekord på 100 km. Björklund var specialist på etapplopp.  Han var ursprungligen verksam inom jordbruket, blev 1929 cykelmekaniker vid Nymanbolagen i Uppsala och 1938 tjänsteman inom företaget.